# 横店站 (武汉地铁)
横店站位于中华人民共和国湖北省武汉市黄陂区川龙大道与中兴路交叉路口北侧，是武汉地铁7号线的地铁车站。同时也是前川线（七号线北延线）一期的起点。

## 车站结构
本站为高架三层侧式车站，一楼、二楼、三楼分别为架空层、站厅层、站台层。

### 楼层分布
| 地上 三层 | 侧式月台，右边车门将会开启               | 侧式月台，右边车门将会开启   | 侧式月台，右边车门将会开启 |
| 地上 三层 | █ 7号线列车往青龙山地铁小镇 （裕福路站） |                              |                            |
| 地上 三层 | █ 7号线列车往黄陂广场 （余彭塆站）       |                              |                            |
| 地上 三层 | 侧式月台，右边车门将会开启               |                              |                            |
| 地上 二层 | 站厅层                                   | 售票机、客服中心、武汉通充值 |                            |
| 地面      |                                          | 出入口                       |                            |

### 车站出口
|                                                 |      |      |  |
| 出口編號                                        | 設施 | 照片 |  |
| B₁                                              |      |      |  |
| B₂                                              |      |      |  |
| C                                               |      |      |  |
| 注： 設有升降機 \| 設有輪椅升降台 \| 設有洗手間 |      |      |  |

## 历史
- 2020年5月31日，本站正式开工[1][2][3]。
- 2022年12月30日，本站和前川线一期工程一同开通。[4]

### 内部链接
- 武汉地铁车站列表